# Вальон Сарачини
Вальон Сарачини (на албански: Valon Saraqini; на македонска литературна норма: Ваљон Сараќини) е политик от Северна Македония от албански произход.

## Биография
Роден е на 24 юли 1981 година в град Скопие. През 2009 година завършва бизнес администрация в Американския колеж в Скопие. Между 2002 и 2004 година работи в Норвежкия съвет за бежанци. От 2007 до 2010 е оперативен директор на Американския колеж в Скопие. На 28 юли 2011 година е избран за министър на икономиката на Република Македония.